# Tourisme au Sénégal
 (septembre 2012).

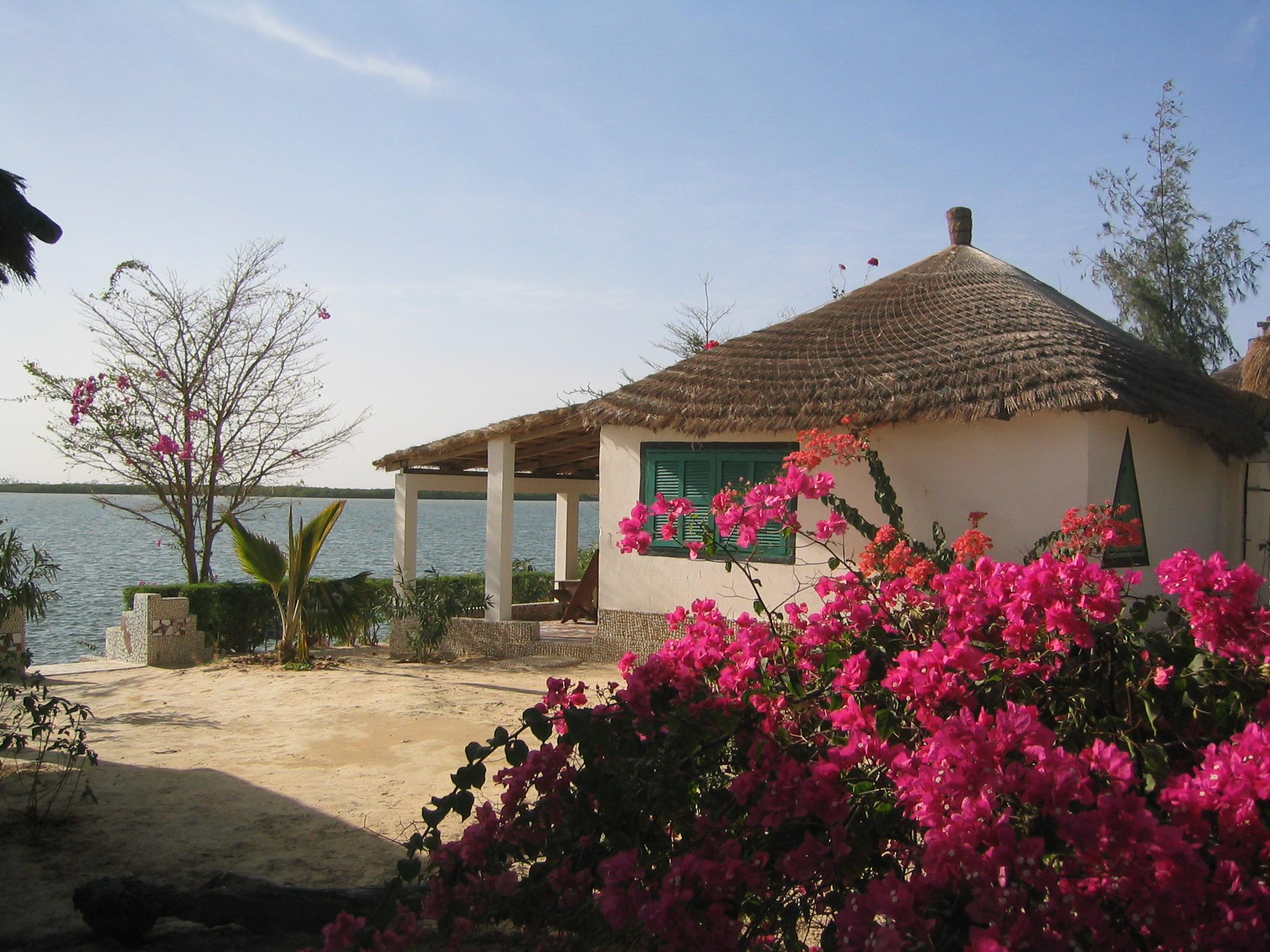
Un campement à Mar Lodj dans le Sine-Saloum

Le tourisme au Sénégal est la seconde source de revenus du pays après la pêche. En 2018, il représente 6 % du P.I.B. du Sénégal et génère près de 100 000 emplois,.
Le Sénégal dispose d'importants atouts sur le marché régional et international, mais son industrie touristique connaît des difficultés. Le pays doit faire face à la concurrence de nouvelles destinations telles que la Mauritanie ou les îles du Cap-Vert.

## Histoire
Suite à Faidherbe, Pinet-Laprade ou Gallieni, et avec la création de l'Afrique-Occidentale française (AOF) en 1895, les infrastructures locales et les moyens de transport s'améliorent. Les premiers colons se concentrent sur les îles (Gorée) et les côtes ; il est désormais possible de pénétrer à l'intérieur du pays. Alors que la ligne Dakar-Saint-Louis – la première voie ferrée – relie déjà la capitale au nord du pays, la mise en service du chemin de fer du Dakar-Niger ouvre de nouvelles perspectives. Des navires relient presque chaque semaine Marseille et Bordeaux au port de Dakar, à Conakry ou à Cotonou. Au début du XXe siècle, les transports aériens se banalisent, et des autocars peuvent traverser le désert[réf. souhaitée].

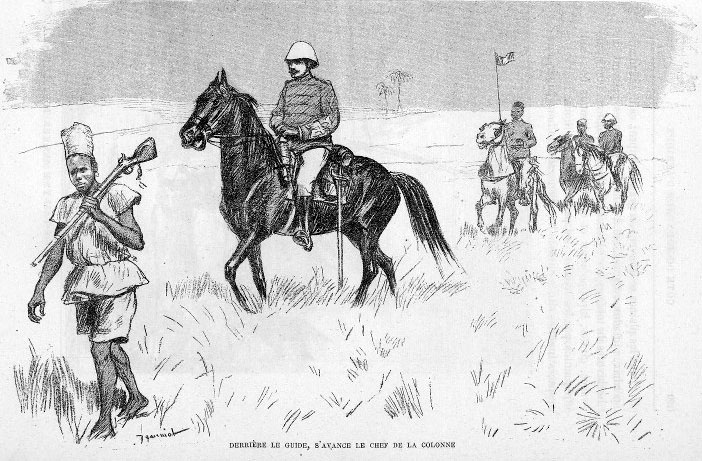
Chasse au Sénégal (gravure de 1890)

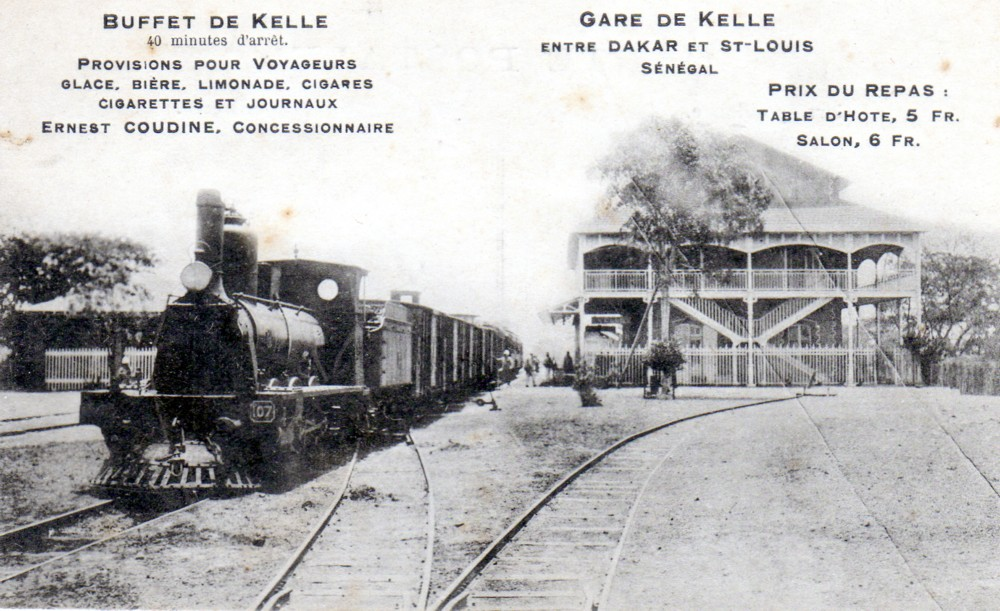
Publicité pour le Buffet de la Gare de Kelle vers 1908

Le Touring-Club de France organise des caravanes, et dans les années 1930 un syndicat d'initiative est créé à Dakar. L'AOF devient une destination envisageable, voire une destination à la mode. Les brochures vantent ces paysages neufs, la diversité des peuples  « véritable damier ethnographique », la saveur des tams-tams, ainsi qu'une faune abondante à portée de fusil. Un numéro spécial de L'Illustration, consacré à « L'œuvre de la France en Afrique occidentale », décrit en 1936 « l'inexprimable et inépuisable attrait » de cette « nature ardente », inquiétante hier, mais accueillante aujourd'hui. Tout semble devenu facile : « En fait, l'AOF est la banlieue tropicale de l'Europe. ».
La Seconde Guerre mondiale freine cet engouement, mais, au moment des indépendances, le Sénégal reste le seul pays à vocation touristique de la sous-région. Sa stabilité politique consolide cette position privilégiée. Au début des années 1970, l'État met en place une politique de développement du secteur, matérialisée notamment par la construction de plusieurs établissements hôteliers de grand standing. En ⁣⁣1973⁣⁣, ⁣le Club Méditerranée ouvre un premier village de vacances à Cap Skirring. La Casamance innove aussi avec les premiers campements villageois. Séduits par ces nouvelles possibilités en bord de mer, Européens et Américains affluent. Dans les années 1980, le tourisme est porteur d'immenses espoirs et l'on escompte alors le million de visiteurs annuels.
Le constat est mitigé, car d'autres destinations apparaissent. De même que le Sénégal a parfois profité des troubles au Maroc ou en Égypte, il a à son tour été privé de l'une de ses meilleures cartes pendant les quelques années du conflit en Casamance. Cette éclipse a profité indirectement à Saint-Louis qui a connu un véritable boum touristique dans les années 1990, profitant d'un engouement croissant pour la découverte de la nature et le tourisme culturel. Pendant que la Casamance perdait 16,9 % d'arrivées de 1999 à 2000, Saint-Louis accueillait 37,2 % de touristes supplémentaires. Depuis le cessez-le-feu de 2004, la région a retrouvé son dynamisme touristique.
Après l'envolée spectaculaire des années 1980, la croissance du tourisme a ralenti. La durée des séjours est courte (à peine 4 jours en moyenne), le taux d'occupation des infrastructures d'hébergement – plus nombreuses – a diminué et le taux de retour est particulièrement faible pour le Sénégal. Les visites sont très inégalement réparties dans l'année et concentrées pour l'essentiel sur la façade atlantique. Il est vrai que, faute d'un véritable réseau ferroviaire et de routes en bon état, il est malaisé d'atteindre l'est du pays. Une étude couvrant la période 1972-2003 a montré que le Sénégal était considéré comme une destination intermédiaire ou de seconds choix par les touristes, que les variables relatives aux prix affectaient négativement la demande et que les capacités d'hébergement la favorisaient. En revanche, le niveau de revenu des vacanciers ne constituerait pas un facteur déterminant. De fait, en 2006-2007, on a observé une baisse de l'ordre de 15 à 20 % des arrivées pendant la basse saison.
Les professionnels du secteur ont analysé cette situation et identifié plusieurs causes, notamment, le coût des facteurs de production (eau, électricité), le vieillissement du parc hôtelier et une promotion insuffisante de cette destination pourtant dotée de nombreux atouts.
Des efforts ont été faits pour améliorer le réseau routier et désengorger la capitale, notamment grâce à la création du site de Diamniadio. Pour rassurer les visiteurs, il était également nécessaire d'assurer leur sécurité et leur tranquillité dans quelques hauts lieux tels que le marché Sandaga de Dakar-Plateau ou le Lac Rose. Le gouvernement a cependant annoncé la création d'une police touristique. L'Agence sénégalaise de promotion du tourisme dotée de 2 milliards de Francs CFA (3 millions d'euros) a été lancée pour aider au développement du secteur. Un nouvel aéroport, l'aéroport international Blaise Diagne, a été inauguré en 2017.
En 2012, le plan Sénégal émergent a intégré des mesures ambitieuses pour le développement du tourisme. Une ligne maritime « Dakar - Ziguinchor » contribue notamment à renforcer l'attractivité touristique de la Casamance. Cette région a également été classée zone touristique d'intérêt national.
 (juillet 2025).
L'État espère désormais accueillir 3 millions de touristes à l'horizon 2023 contre 1,5 million en 2018. Après la disparition de la crainte d'Ebola et l'absence d'attaques terroristes, la situation s'est améliorée grâce à la suppression du visa d'entrée, la baisse de 50 % des taxes aéroportuaires et la baisse du taux de TVA ramené de 18 % à 10 % grâce au Plan Sénégal émergent. La création de nouveaux sites tels que Pointe-Sarène devrait également contribuer au développement touristique.

## Un tourisme aux multiples facettes

### Plages et sports nautiques

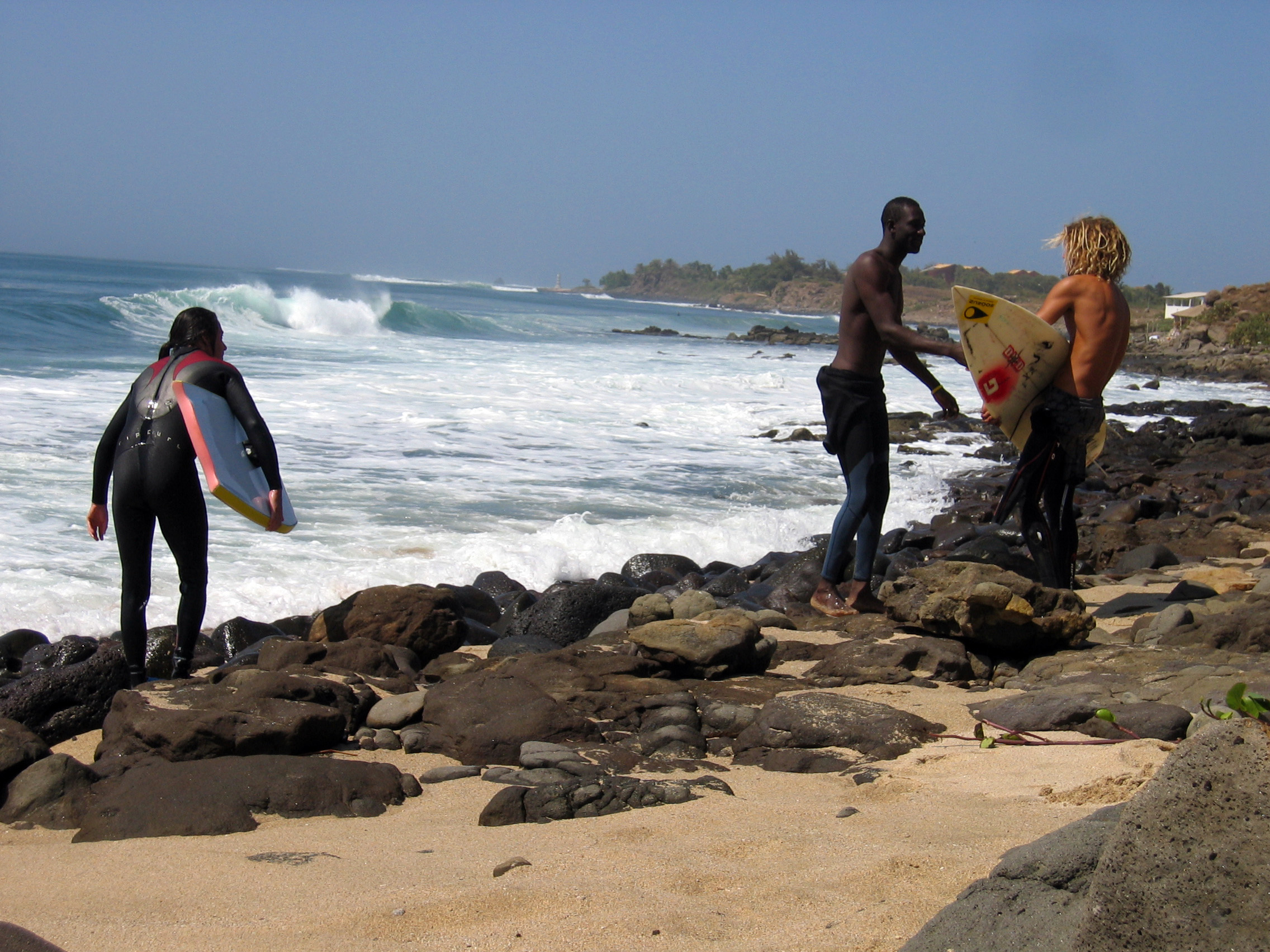
Surf près de Dakar

Le séjour type consiste en une semaine de séjour dans un club de vacances ou un hôtel le plus souvent situé sur la Petite-Côte. Saly figure en tête du palmarès, mais d'autres localités sont également très prisées, telles que Toubab Dialo, M'bour, Somone, Nianing ou Mbodiène.

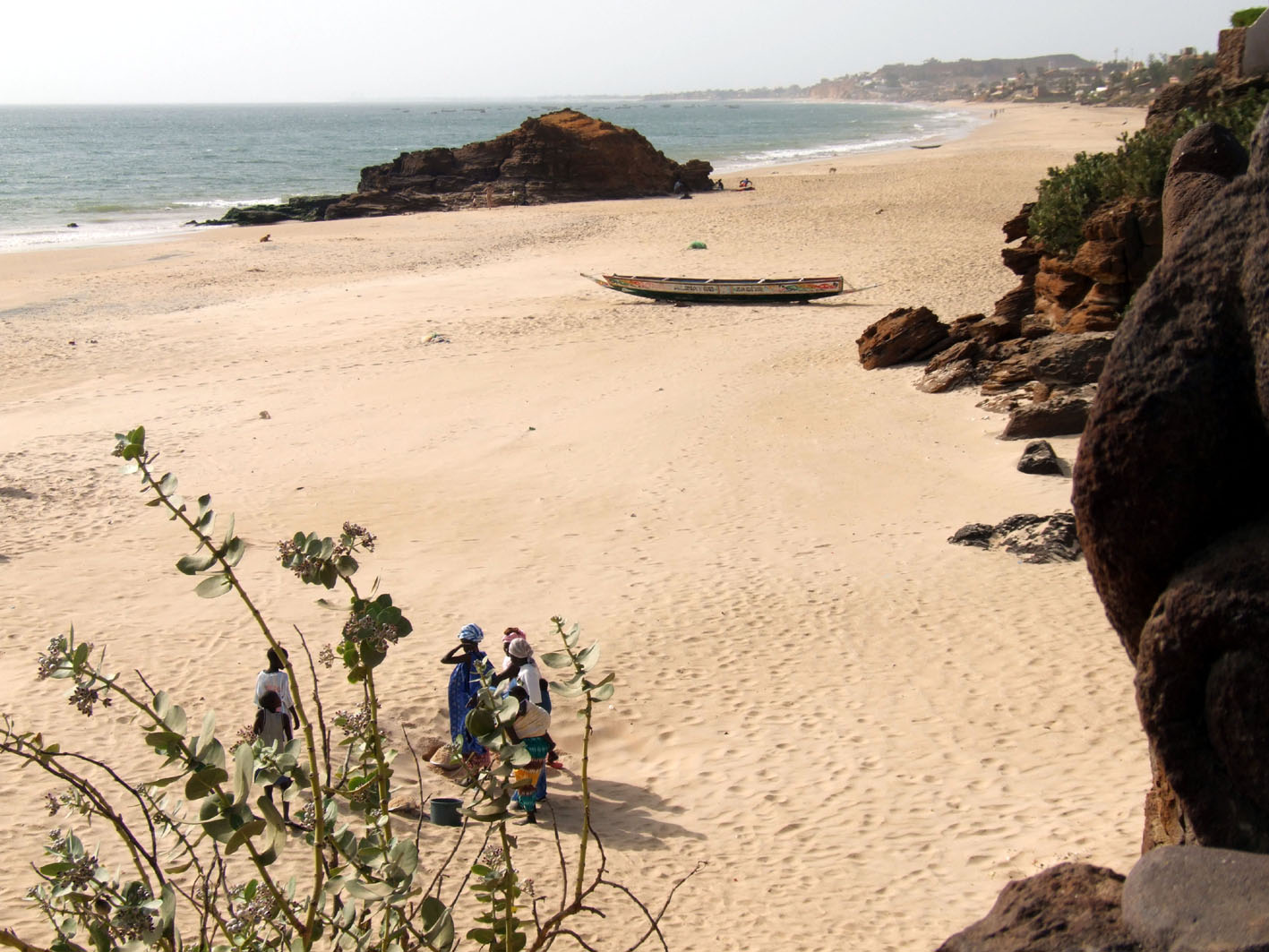
Plage déserte et falaises à Toubab Dialo (Petite-Côte)

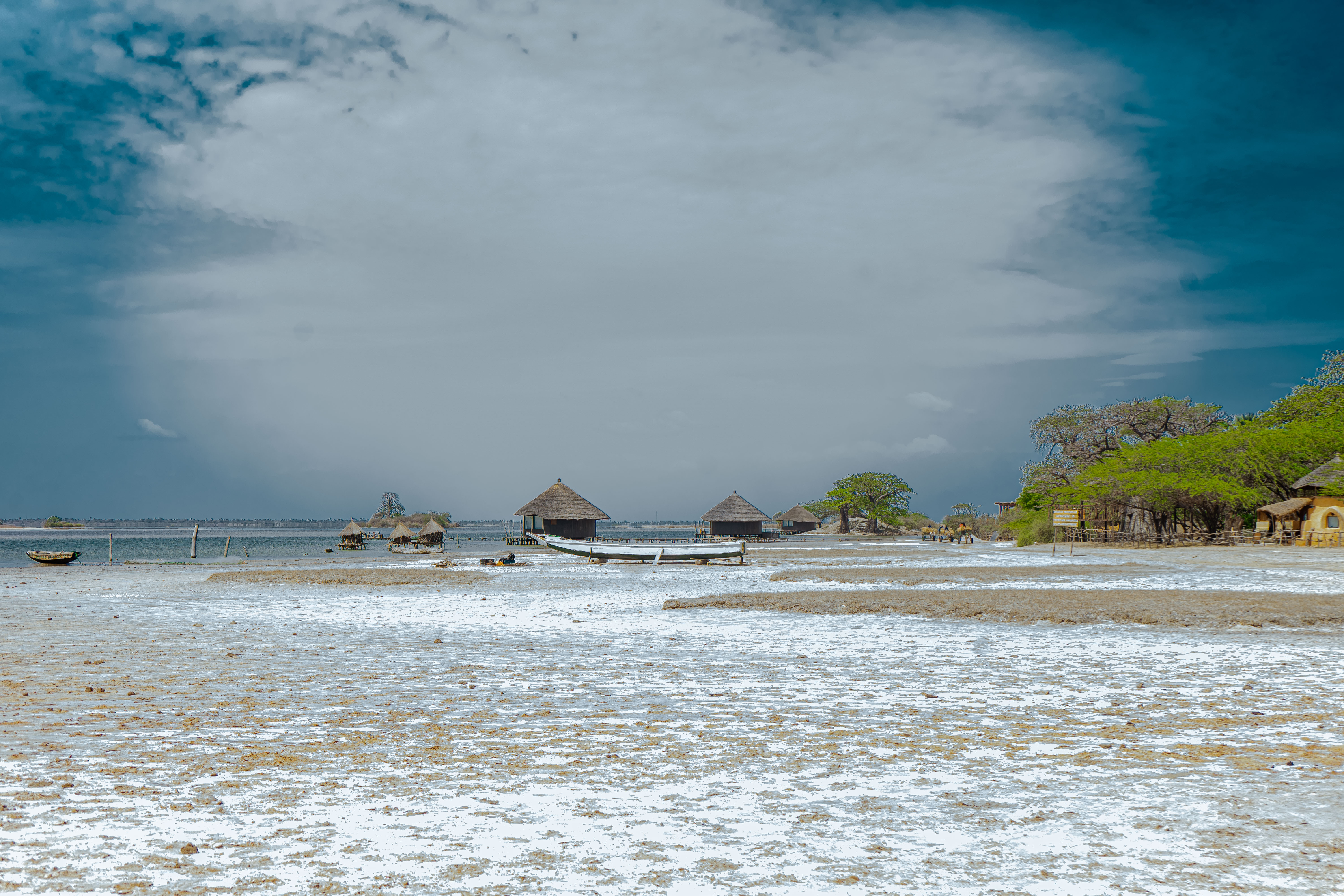
Plage de Niassam

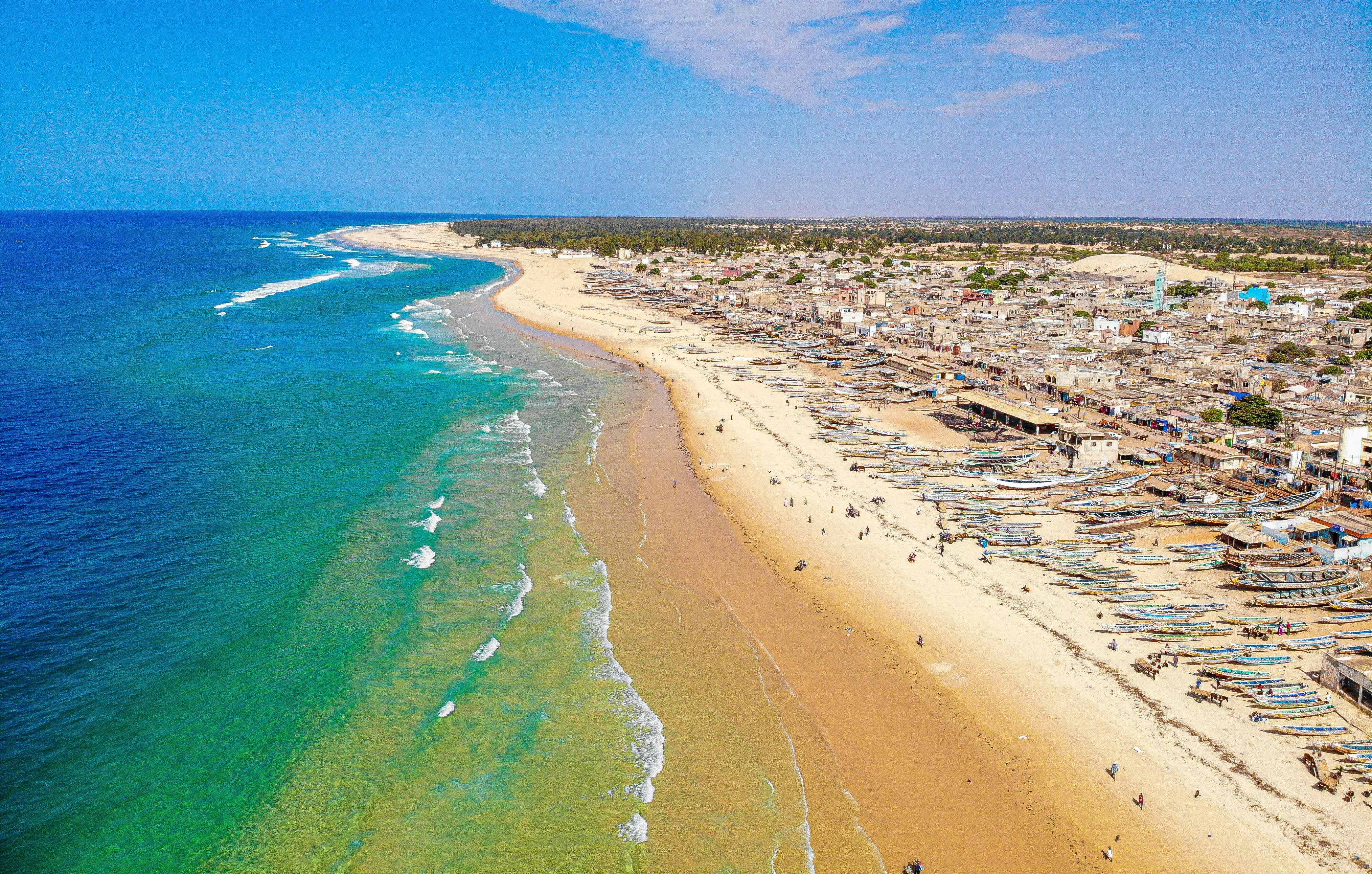
Plage de Kayarl

Non loin du centre de Dakar, la pointe des Almadies, Ouakam et ses vagues, ou l'île de Ngor comblent les amateurs de sports nautiques, notamment les plongeurs et les surfeurs.
Sur la Grande-Côte, au nord de la capitale, entre le lac Rose et Saint-Louis s'étend une immense plage de sable fin sur près de 200 km, ignorée du tourisme de masse, mais bien connue des concurrents du Rallye Dakar qui la longent en descendant de Mauritanie.
Dans les îles du Sine-Saloum, par exemple, à Mar Lodj ou à Niodior, les campements, rudimentaires ou plus luxueux, offrent la quiétude espérée, à peine troublée par les cris d'oiseaux.
L'aéroport de Ziguinchor et celui de Cap Skirring permettent d'arriver directement en Casamance où d'autres lieux de villégiature attendent les amateurs de farniente et de dépaysement, par exemple, à Abéné, à l'île de Karabane ou sur la longue plage bordée de filaos de Kafountine.

### Tourisme d'affaires
Dakar – et notamment le quartier de Dakar-Plateau – joue le rôle de capitale et de grande métropole moderne de l'Afrique de l'Ouest. Elle accueille chaque année de nombreux congrès, salons professionnels, colloques universitaires et rencontres panafricaines ou internationales, dont la Biennale de Dakar consacrée à l'art contemporain, et le Rallye Dakar. Ce tourisme d'affaires bénéficie d'infrastructures significatives, telles que le Centre international du commerce extérieur du Sénégal (CICES), situé à proximité de l'aéroport international Léopold Sédar Senghor, ou l'hôtel Le Méridien, sur la pointe des Almadies, qui est doté de son propre Palais des Congrès, la foire de l'élevage.

### Découverte du patrimoine
Le tourisme culturel constitue l'une des autres motivations du voyageur, même si le Sénégal dispose de peu de vestiges monumentaux.
Le tourisme intéressé dans la préhistoire tient à visiter les cercles mégalithiques de Wassu, situés à la frontière sénégalo-gambienne.

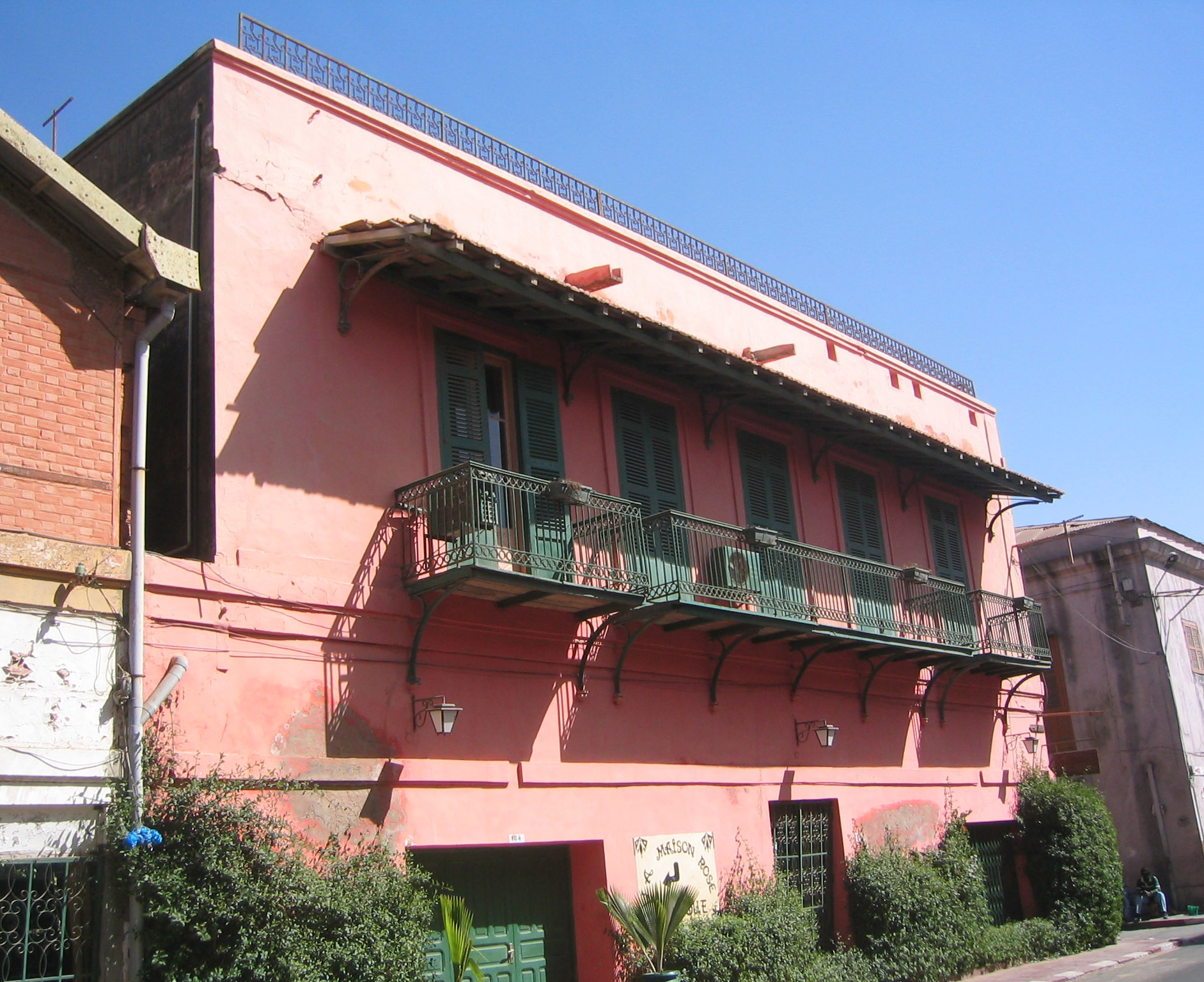
La Maison Rose à Saint-Louis

En revanche, la période coloniale a laissé son empreinte en de multiples endroits. Les hauts lieux en la matière sont l'île de Gorée et Saint-Louis. On trouve également quelques maisons de style colonial à Rufisque, près de Dakar, et à Ziguinchor, ville de la Casamance.
Au bord du fleuve Sénégal, se trouve le château du baron Jacques Roger à Richard-Toll, le fort de Podor et celui de Bakel, voulus par Faidherbe, ou les mosquées omariennes en banco de style soudanais, sur l'île à Morphil.
Parmi les constructions plus récentes, les cases à impluvium d'Affiniam, d'Enampore ou de Séléki en Casamance, de même que les maisons à étages en banco de Mlomp, classées par les Monuments historiques. L'île de Karabane associe plages et vestiges coloniaux.
La plupart des musées se trouvent à Dakar, dont le Musée Théodore Monod d'Art africain, tandis que le Musée historique du Sénégal se situe à Gorée. Les amateurs de tapisseries se rendent aux Manufactures sénégalaises des arts décoratifs de Thiès. L'art contemporain trouve sa place à la Biennale, au Village des Arts et dans les galeries de la capitale, tandis que plusieurs villages casamançais, tels que Mlomp, Boucotte Diola ou Diembéring, ont aménagé en plein air des musées présentant les traditions diolas. Dans la région des ÎÏes du Saloum, Djilor Djidiack, le village natal du président Léopold Sédar Senghor, abrite le Musée d'Art et d'Histoires des Cultures d'Afrique de l'Ouest (MAHICAO).
Le festival de djembé d'Abéné ou au Festival international de Jazz de Saint-Louis attirent le tourisme musical, tandis que la musique et la danse sont omniprésents dans le pays.

### Tourisme mémoriel
Au Sénégal, ce type de démarche est presque exclusivement concentrée sur la commémoration de l'esclavage et l'île de Gorée.
Même si dans l'intervalle les travaux des historiens ont montré que la Maison des Esclaves, qui a bénéficié de la reconnaissance de l'UNESCO, n'a pas joué dans la traite négrière le rôle de premier plan qui lui est attribué, la bâtisse rose reçoit près de 500 visiteurs par jour. L'excursion à Gorée est également populaire. De nombreuses personnalités ont aussi fait le voyage, tels que le président du Sénégal Abdoulaye Wade, son prédécesseur Abdou Diouf, les présidents Bongo, Houphouët-Boigny, Lula, François Mitterrand, Jimmy Carter, Bill Clinton et George W. Bush, l'empereur Bokassa Ier, l'impératrice Farah Diba et sa mère, le roi Baudouin et la reine Fabiola, Michel Rocard, Jean Lecanuet, Lionel Jospin, Régis Debray, Roger Garaudy, Harlem Désir, Bettino Craxi, Nelson Mandela, Jesse Jackson, Hillary Clinton et sa fille, Breyten Breytenbach, les chanteurs James Brown et Jimmy Cliff ou encore le pape Jean-Paul II en 1992.
Aux ⁣⁣États-Unis⁣⁣, ⁣des agences proposent aux touristes noirs américains des « Black-History Tours »  qui leur permettront d'aller se recueillir sur la terre de leurs ancêtres et de méditer sur leur destin tragique. Les touristes américains sont peu nombreux hors de l'île.
Léopold Senghor a sans doute pressenti les retombées d'un tel engouement lorsque, dès 1967, il remercie le Conservateur Joseph Ndiaye pour son éloquence et sa « contribution efficace au développement culturel et touristique du Sénégal ».

### Tourisme religieux
Le Grand Magal de ⁣⁣Touba⁣⁣, qui reçoit chaque année des milliers de pèlerins musulmans, ne peut guère être considéré comme du tourisme religieux. Cependant, de nombreux visiteurs étrangers se rendent également dans la ville sainte pour contempler la Grande Mosquée ou le mausolée de Cheikh Ahmadou Bamba.
Parmi les lieux de pèlerinage catholiques, le sanctuaire Notre-Dame de la Délivrande de Popenguine et le petit séminaire Saint-Joseph de Ngazobil figurent parmi les plus connus. La cathédrale de Dakar, l'église de Fadiouth et surtout l'abbaye de Keur Moussa, célèbre pour ses messes dominicales chantées, accompagnées à la kora, sont prisées des voyageurs.
Rites d'initiation et cérémonies animistes chez les Diolas de Casamance, chez les Bédiks ou les Bassaris dans le sud-est du pays, suscitent un intérêt grandissant. Les voyagistes les proposent parfois dans leurs catalogues, mais les difficultés d'accès et le caractère aléatoire des dates préservent encore ces populations d'incursions trop fréquentes.

### Tourisme sexuel
Le tourisme sexuel est un sujet longtemps resté tabou au Sénégal. Néanmoins, le gouvernement prend quelques mesures draconiennes et en 2002 un Observatoire pour la protection des enfants contre les abus et l'exploitation sexuelle, « Avenir de l'Enfant » (ADE), est mis en place à M'bour par une ONG sénégalaise.
Une prise de conscience s'est effectuée lorsqu'en 2003 la chaîne de télévision française M6, dans le cadre de l'émission Ça me révolte,, a diffusé un reportage centré sur la station balnéaire de Saly, contribuant à alerter l'opinion internationale qui, jusque-là, situait le tourisme sexuel principalement sur le continent asiatique.
À ces pratiques condamnées par la loi, il faut ajouter d'autres phénomènes de société, comme les mariages entre Occidentaux d'âge mûr – des deux sexes – et jeunes ressortissant(e)s locaux.

### La nature: de la chasse à l'écotourisme

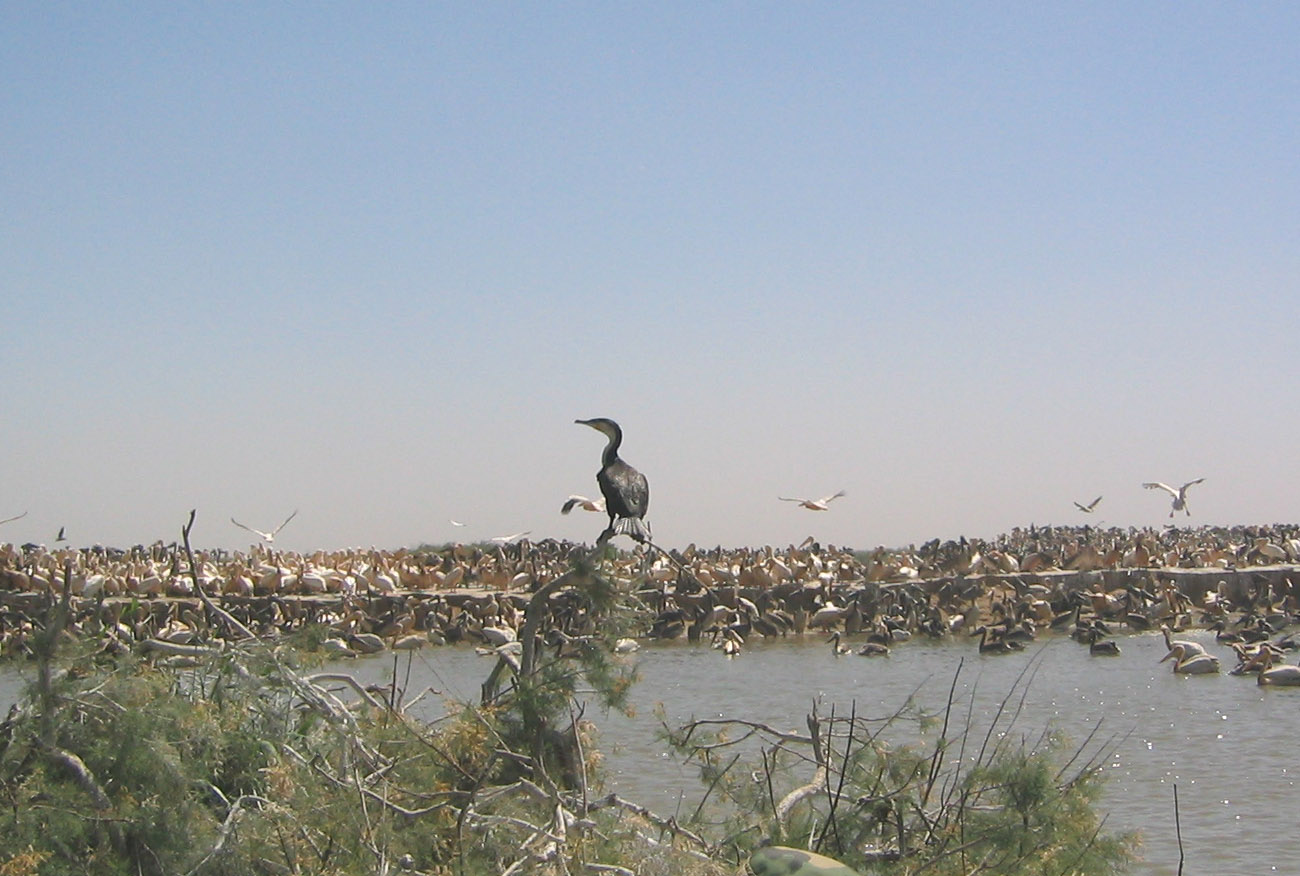
Grand cormoran devant une colonie de pélicans blancs et gris (Parc national des oiseaux du Djoudj)

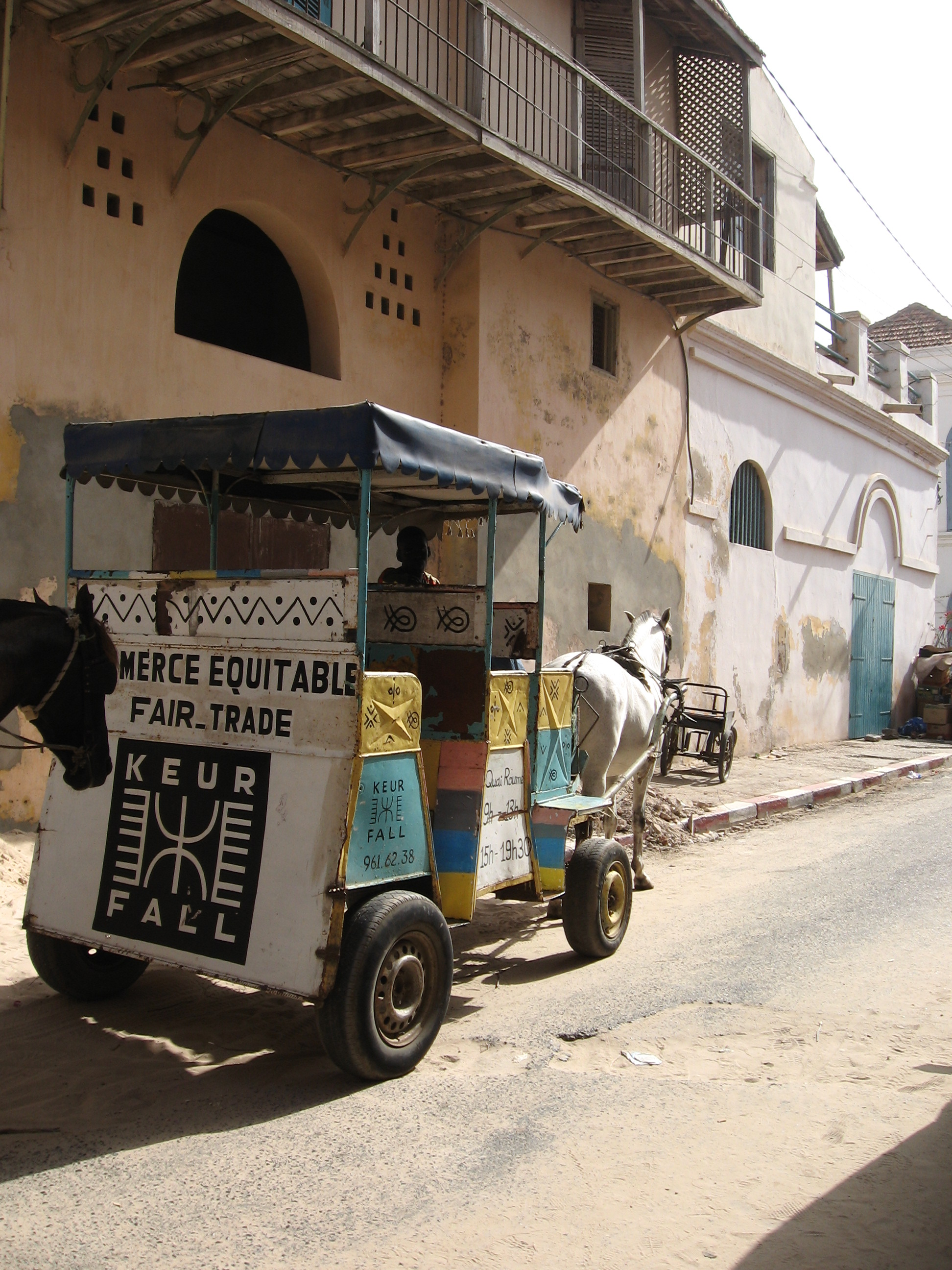
Commerce équitable à Saint-Louis

La période coloniale a probablement encouragé, ou du moins toléré, chez les Occidentaux séjournant en Afrique des comportements prédateurs, qu'il s'agisse de la chasse ou de la collecte d'objets rituels, voire de crânes de griots. L'heure n'était pas encore aux préoccupations environnementales et ces vastes territoires vierges ne semblaient guère vulnérables. Depuis, une prise de conscience a eu lieu et nombre de touristes sont désormais soucieux d'aligner leurs vacances sur leur démarche à la ville. Ils sont donc fort intéressés par les six parcs nationaux – le Parc national des oiseaux du Djoudj et celui du Niokolo-Koba sont parmi les plus connus – et les nombreuses réserves naturelles que compte le pays. Observer les oiseaux, explorer les bolongs, comprendre l'écosystème de la mangrove, réfléchir sur les effets du réchauffement climatique en pays sahélien, l'érosion du littoral ou l'économie de l'arachide, et le faire éventuellement en compagnie de guides expérimentés, voilà des activités qui l'emportent de plus en plus souvent sur les joies de la baignade ou s'y ajoutent.
Au respect de la nature répond celui des populations. Il ne s'agit plus de porter sur les habitants de ces contrées un regard d'entomologiste, voire d'ethnologue, mais de les connaître en tant qu'êtres humains, de vivre quelques jours dans leurs communautés, tout en sachant que ce séjour participe à l'économie locale. Tourisme équitable, tourisme éthique, tourisme responsable, volontourisme figurent parmi les labels de cette nouvelle forme de découverte, initiée dès les années 1970 en Casamance où les premiers campements villageois autogérés furent créés.

#### Récits de voyages anciens
- Michel Adanson, Histoire naturelle du Sénégal. Coquillages. Avec la relation abrégée d’un voyage fait en ce pays pendant les années 1749, 50, 51, 52 et 53, Paris, 1757, réédité partiellement sous le titre Voyage au Sénégal, présenté et annoté par Denis Reynaud et Jean Schmidt, Publications de l'Université de Saint-Étienne, 1996
- Jean Baptiste Léonard Durand, Voyage au Sénégal 1785-1786, Agasse, Paris, 1802
- André Charles, marquis de La Jaille, Voyage au Sénégal pendant les années 1784 et 1785, avec des notes jusqu’à l’an X par P. Labarthe, Paris, Denter, 1802
- Anne Raffenel, Voyage dans l'Afrique occidentale : comprenant l'exploration du Sénégal, depuis Saint-Louis jusqu'à la Falémé, au-delà de Bakel ; de la Falémé, depuis son embouchure jusqu'à Sansandig ; des mines d'or de Kéniéba, dans le Bambouk ; des pays de Galam, Bondou et Woolli ; et de la Gambie, depuis Baracounda jusqu'à l'océan : exécuté, en 1843 et 1844, par une commission composée de Mm. Huard-Bessinières, Jamin, Raffenel, Peyre-Ferry et Pottin-Patterson, rédigé et mis en ordre par Anne Raffenel, Paris, A. Bertrand, 1846, 512 p.
- Saugnier, Relation des voyages de Saugnier à la côte d’Afrique, au Maroc, au Sénégal, à Gorée, à Galam, publiée par Laborde, Paris, Lamy, 1799
- René-Claude Geoffroy de Villeneuve, L’Afrique ou Histoire, mœurs, usages et coutumes des Africains : le Sénégal, orné de 44 planches exécutées la plupart d’après des dessins originaux inédits faits sur les lieux, Paris, Nepveu, 1814

#### Guides touristiques classiques
- Collectif, Sénégal et Gambie, Paris, Guide Évasion Hachette, 2005 (6e édition), 246 p.  (ISBN 2012400795)
- Collectif, Le Petit Futé Sénégal, Nouvelles Éditions Université, édition 2007-2008, 336 p.  (ISBN 2746917386)
- Collectif, Sénégal et Gambie, Le Guide du Routard, édition 2007, 279 p.  (ISBN 2012405940)
- Katharina Kane, Sénégal et Gambie, Guide Lonely Planet, 2006 (3e édition), 348 p.  (ISBN 2840705524)
- Yves Renaut, Guide Éco touristique de Toubab Dialaw à Joal, édition 2008, 238 p.
- Yves Renaut, Sénégal : Petite côte : parc naturel Somone  (ISBN 2952800669)

#### Essais et articles en français
- Effets du projet Sali sur l'économie du Sénégal, Dakar, 1973, 75 p.
- Le Tourisme au Sénégal, 1974
- Le Sénégal : guide économique de l'investisseur : commerce, industrie, artisanat, tourisme, Chambre de commerce, d'industrie et d'artisanat, Les Nouvelles Editions africaines, 1974
- Michèle Babin-Roelens, Tourisme et pays en développement : une contribution au développement du Sénégal ?, s.n., 1982 (thèse)
- Boubou Bathily, Le phénomène touristique au Sénégal : L'exemple de la Petite Côte, Université Laval (Québec), 1980 (M.A.)
- Marie Claerhout-Dubois, Les campements intégrés de Casamance (Sénégal) : à la recherche d'un tourisme à l'échelle humaine, Université de Paris V, 1995 (thèse)
- Philippe Decraene, « Charmes et artifices de la "petite côte" sénégalaise », Afrique littéraire et artistique, n° 11, juin 1970, p. 87-91
- Florence Doillon, L'Impact du tourisme international sur le développement : approche comparative Sénégal-Kenya, 1993
- El hadji Abdoul Aziz Gueye, Tourisme et transport au Sénégal, 1983
- Mohamed Kane, Étude des aspects socioculturels du tourisme rural intégré au Sénégal, Faculté des sciences économiques et sociales, Université de Genève, travail de diplôme, 1994
- Guy Lagelée, Le développement du tourisme au Sénégal, 1977 (thèse)
- Didier Masurier, Imaginaires et idéologies du tourisme international, l'exemple du Sénégal, Université de Paris V, 1994 (thèse)
- Georges Gaan Tine, Ethnographie comparée et tourisme au Sénégal : étude du cas des pyramides dites "sereer" de Bandia, Dakar, Université de Dakar, 1988, 119 p. (Mémoire de Maîtrise)
- Marguerite Schelechten, Tourisme balnéaire ou tourisme rural intégré ? Deux modèles de développement sénégalais, Éditions universitaires, 1988, 442 p.  (ISBN 2827103931)
- Muriel Scibilia, La Casamance ouvre ses cases. Tourisme au Sénégal, L’Harmattan, 2003, 174 p.  (ISBN 2-85802-676-9)
- Jean-Christophe Verge, Stratégie de développement du tourisme international au Sénégal, 1983

#### Essais et articles en anglais
- (en) « Tourism: Senegal », Africa Research Bulletin: Economic, Financial and Technical Series, vol. 44, n° 3, mai 2007, p. 17351C-17352A(2)
- (en) F. Bilsen, Integrated Tourism in Senegal: An Alternative, Tourism Recreation Research, 1987
- (en) Christian Saglio, Tourism for Discovery: A Project in the Lower Casamance, Senegal, Tourism: Passport to Development, 1979
- (en) G. Blum, Determinants of touristic attractiveness of tourism destinations and the upper Niger, Senegal, Studies on Tourism in West Africa, Ikenga Publishers, 1997
- (en) A.I. Bortholot, Looking for Africa: The Aesthetics of Tourism in Dakar, Senegal
- (en) A. K. Diagne, « Impacts of Coastal Tourism Development and Sustainability: A Geographical Case Study of Sali in the Senegalese Petite Cote », Geographical Review of Japan Series B, 2001, vol. 74, 1, p. 62-77
- (en) L. Niang, Management of International Tourism and Economic Development: Senegal as a Case Study, Golden Gate University, 1994
- (en) P. Knights, Tourism for Discovery in Senegal, Washington, DC: Environmental Investigation Agency, 1993
- (en) E. P. English, The Role of Tourism in the Economic Development of Senegal, Université de Toronto, 1983

### Filmographie
- Pierre Brouwers, Sénégal. La piste aux émotions, film documentaire, 2005
- Dui Landmark, Chasses au Sénégal, documentaire, 2006, 52'